# Кулеша, Михал
Ми́хал Алекса́ндр Пётр Куле́ша (пол. Michał Aleksander Piotr Kulesza; 26 ноября 1799, Вильно ― 6 ноября 1863, Белосток) ― польско-белорусско-литовский художник первой половины XIX века.

## Биография
Михал Кулеша родился в обедневшей шляхетской семье из гродненского рода Кулеша. Учился в цистерцианской начальной школе в Трашкунах, рисунок изучал в виленской гимназии у Яна Дамеля. В 1821 году поступил в Виленский университет, учился в Виленской художественной школе при университете у Яна Рустема, считался один из наиболее способных учеников. О его работоспособности говорит тот факт, что Кулеша представил на факультетскую выставку 25 работ ― рисунки пером, эскизы композиций, копии картин Рембрандта. Помимо живописи, занимался скульптурой и графикой.
Окончить университет Кулеше не удалось: в 1823 году он был привлечён к ответственности за участие в тайном студенческом обществе филаретов. Художник отрицал своё причастие к обществу, хотя, по всей видимости, состоял в группе, руководимой Яном Чечотом. В 1824 году его снова арестовали.
Отпущенный в том же году на поруки, Кулеша был вынужден выехать в имение князей Друцких-Любецких Лунино Пинского уезда Минской губернии, где учил княжеских детей рисованию. О дальнейшей судьбе художника сохранились лишь отрывочные сведения. Судя по работам, Кулеша совершил путешествие на украинское Подолье, где написал несколько пейзажей.
В 1844 году Кулеша жил в Гродно. Об этом пишет известный польский прозаик Юзеф Крашевский в письме к художнику и искусствоведу К. Коморницкому: «Кулеша в Гродно собирает литовские вещи, но они до сих пор ещё не изданы». В письме Крашевский назвал Кулешу «лучшим из современных ему живописцев», который в отличие от «ремесленников» занимается настоящей творческой работой.
Последние годы жизни Кулеша провёл в Белостоке, работая преподавателем рисования в женской гимназии. Об этом сообщает Адам Киркор: «Кулеша — пенсионер, учитель рисунка в Белостоке, пишет хорошие пейзажи, и несомненно он является одним из лучших наших пейзажистов».
До Первой мировой войны произведения Михала Кулеши можно было встретить во многих белорусских городах. Об этом вспоминал минский художник начала XX века Б. Адамович. «В нашем доме, — писал он, — рядом с произведениями известных минских художников Дамеля и Ваньковича были очень интересные гуаши Кулеши, которые в детском возрасте произвели на меня приятное впечатление».

## Творчество
Творчество Михала Кулеши в целом является отзвуком художественного наследия Великого княжества Литовского. Из его работ сохранились немногие — они находятся в художественном музее Вильнюса.
Из сохранившихся к 1840-м годам относятся исторические композиции «Гусары» и «Гетман», выполненные в технике гуаши. Они свидетельствуют об эмоциональном восприятии художником истории. В «Гусарах» изображён штурм воинами крепости. На переднем плане ― вооружённые всадники, приготовившиеся к атаке. В глубине композиции видна огороженная деревянным частоколом крепость, где укрылись осаждённые защитники. Кулеша нашёл созвучные эпохе, характерные детали и колорит.
В композиции «Гетман» изображён выезд военачальника со свитой. Гетман сидит на белом коне, с протянутой гетманской булавой в руках. Сюжет этой композиции, возможно, был навеян пребыванием Кулеши на Украине, его интересом к изучению национально-исторической этнографии.
Симпатия художника к исторической теме проявилась и в пейзаже: Кулеша избирал преимущественно места, где происходили крупные исторические события или жили известные люди. Об этом говорит и задуманная им в середине 1840-х годов серия литографий, которую Кулеша собирался издать в виде альбомов. Серия должна была состоять из нескольких десятков графических листов с изображением наиболее примечательных мест Белоруссии, Литвы и Волыни. Среди них — изображения руин замка в Луцке, церкви на Коложе в Гродно, видов Каменец-Подольска, Лиды. Кулеше удалось издать только одну, первую тетрадь альбома (1850) в парижской типографии И. Л. Доре. В неё вошло шесть литографий. Среди них выделяется литография «Меречовщина», где изображено белорусское поместье, в котором родился Тадеуш Костюшко. Мы видим холодный серый день. Из трубы деревянного дома, наполовину занесённого снегом, валит дым. Могучий дуб широко раскинул обнаженные ветви. К дому бредет одинокий странник-инвалид, по всей видимости, участник войн за независимость Польши.
Не менее выразителен и пейзаж «Церковь на Коложе», где изображена одна из старейших в Европе церковей XII века на высоком берегу Немана. По исчезающей в туманной дали реке плывёт одинокий парусник как олицетворение глубокой печали.